# ピンポンダッシュ 飯塚健冒険記
『ピンポンダッシュ　飯塚健冒険記』（ピンポンダッシュ　いいづかけんぼうけんき）は、飯塚健の自伝エッセイ。

## 内容
映画監督・飯塚健が22歳で撮りあげたデビュー作、「Summer Nude」ができるまでを赤裸々かつPOPに綴った自伝エッセイ。
「映画監督になりたい」と声高に叫ぶ若者が、実際に夢を叶えるまでの七転八倒ぶりが読んだ者に元気と勇気を与える。

## 構成
- PAGE:001　Prologue
- PAGE:028　chapter1  ノイローゼエクスプレス
  - scene1  傾きサイダー
  - scene2  さあ、行こうか
  - scene3　全力バタフライ
- PAGE:090　chapter2　オレたちＴＲＡＩＮ
  - scene1　シュッシュシュシュシュッシュ
  - scene2  石垣デイズ
  - scene3  ランナーズ・ハイ
- PAGE:164　chapter3　キャノンボール
- -scene1　約束の場所
- scene2  なにはなくとも日は暮れて
- scene3　月のムコウで逢いましょう
- PAGE:217　Epilogue